# Agostino Lauro Jet
L'Agostino Lauro Jet è un monocarena di proprietà della compagnia di navigazione italiana Alilauro ed in servizio per Laziomar.

## Servizio
Varato nel 2007 nei Cantieri Navali Rodriquez di Messina con il nome di Agostino Lauro Jet e consegnato il 26 giugno dello stesso anno ad Alilauro, prende servizio nei collegamenti nel Golfo di Napoli.
Nel 2011 viene brevemente noleggiato alla Laziomar ed impiegato sulla Anzio-Ponza.
Dal 2013 al 2014 viene noleggiato alla Toremar ed impiegato nei collegamenti tra Piombino, Cavo e Portoferraio. Successivamente torna in servizio per Alilauro.
Nel 2016 viene noleggiato a lungo termine alla Laziomar ed impiegato nei collegamenti tra Formia e Ponza, dove opera tutt'oggi.